# Blahomil
Blahomil je mužské křestní jméno slovanského původu. Vykládá se jako „milující blaho“.
Podle českého kalendáře má svátek 30. dubna.

## Blahomil v jiných jazycích
- Slovensky: Blahomil
- Bulharsky, srbsky: Blagomir
- Polsky: Błogomił